# Spontanhelfer
Spontanhelfer sind freiwillige Helfer bei Naturkatastrophen, die sich schnell und unbürokratisch bei der Beseitigung von Schäden durch Erdbeben, Flut, Feuer oder Sturm zusammenfinden. Die Organisation erfolgt dabei über Soziale Netzwerke. Die Hilfe erfolgt im Schadensgebiet jedoch meist unorganisiert.
Abzugrenzen von sogenannten Spontanhelfern sind Hilfsorganisationen und deren Einsatzkräfte.

## Allgemeines
Die Unfallkasse Nordrhein-Westfalen stellt Informationen sowohl für Spontanhelfer wie auch für die „für Gefahrenabwehr zuständigen Stellen“ bereit.
Der Deutsche Feuerwehrverband betont:

„Für die Bewältigung von Einsätzen im Katastrophenschutz wäre es wünschenswert, auf vorregistrierte Helferinnen und Helfer zurückgreifen zu können, deren Kompetenzen und zeitliche Verfügbarkeiten bereits bekannt sind. Diese Voraussetzungen sind selten gegeben, daher müssen die Führungskräfte in unseren Feuerwehren eine Struktur für ihren Umgang mit spontan Helfenden finden.“

Im besten Falle ist sogar die Fachexpertise bzw. eine fachspezifische Ausbildung bereits erfasst.

## Arten von Spontanhelfern
Unterschieden werden Spontanhelfer nach dem Erfassungs- und Unterstellungsverhältnis.

### Integrierte Spontanhelfer
Integrierte Spontanhelfer haben sich vor der Tätigkeitsaufnahme beim Verwaltungs- bzw. Krisenstab registriert und damit diesem unterstellt.
Nach der Registrierung werden Spontanhelfer entweder zentral geführt oder dezentral auf die bereits eingerichteten Einsatzabschnitte und Hilfsorganisationen verteilt, damit eine effektivere und effizientere Hilfe möglich wird.
Des Weiteren dient die Registrierung zum Beispiel dazu, dass
1. im Falle eines Unfalls dem Spontanhalfer schneller und besser geholfen werden kann (Zuführung Rettungsdienst & Abrechnung mit der Unfallversicherung),
2. eine sogenannte Kräfteübersicht (S1 Übersicht) erstellt und aktuell gehalten werden kann, damit
  1. frei verfügbare integrierte Spontanhelfer an andere Einsatzabschnitte verlegt werden können (S3 Einsatzaufträge) und/oder
  2. ausreichend Verpflegung oder Unterkünfte organisiert werden können (S1 Einsatzaufträge),
3. über die Stabsfunktion des S5 die Einsatzschwerpunkte und Einsatzstellen koordiniert an Presse und Öffentlichkeit berichtet werden können und
4. während bzw. nach der Hilfeleistung eine psychologische Betreuung organisiert, angeboten und zielgerichteter durchgeführt werden kann, damit es nicht zu einer akuten Belastungsreaktion oder einer längeren ggf. dauerhaften posttraumatischen Belastungsstörung kommt, wie die Forschung nach zahlreiche Großschadenslagen ermittelt hat.

### Kooperierende Spontanhelfer
Kooperierende Spontanhelfer sind nicht registriert und damit nicht in die Organisation eingebunden. Sie arbeiten parallel zur Hilfsorganisation.
Im Falle der Flutkatastrophe im Ahrtal 2021 führte die große Anzahl an kooperierenden Spontanhelfern zu einem massiven Verkehrsproblem. Zusätzlich bedingt durch den Schadensort musste das Ahrtal für einige Tage für den auswärtigen Individualverkehr gesperrt werden.

## Versicherungsschutz, Rechtliche Stellung und Haftung
Spontanhelfer sind bei ihrer Tätigkeit laut dem Deutschen Feuerwehrverband e. V. (DFV) und der Unfallkasse Nordrhein-Westfalen nach § 2 Absatz 1 Nr. 12 bzw. 13 des siebten Sozialgesetzbuchs über die gesetzliche Unfallversicherung versichert. Der Arbeitskreis Zivil-Katastrophenschutz bezeichnet die Unterstützung von Spontanhelfern als „erweiterte bürgerschaftliche Nachbarschaftshilfe“.

## Einsatzmöglichkeiten
Spontanhelfer könen zum Beispiel bei den nachfolgenden Tätigkeiten eingesetzt werden:
- Abfüllung von Sandsäcken
- Aufräumarbeiten nach Abschluss der Gefahrenabwehrmaßnahmen

## Geschichte der Spontanhelfer
Erste Spontanhelfer fanden sich so nach dem Erdbeben in Haiti 2010 zusammen. In Deutschland waren 2013 über Facebook organisierte Fluthelfer bei der Hochwasserkatastrophe im Einsatz. 2014 organisierten sich Spontanhelfer beim Pfingststurm Ela sowie bei der Unwetterkatastrophe Münster.

## Forschung und Entwicklung im Bereich Spontanhelfer

### Einbindung von Spontanhelfern in die Gefahrenabwehr
Der Arbeitskreis Zivil- und Katastrophenschutz der Arbeitsgemeinschaft der Leiter der Berufsfeuerwehren (AGBF) in der Bundesrepublik Deutschland erklärt zu Spontanhelfern am 22. Oktober 2015:

„Bei Großschadensereignissen bzw. Katastrophen engagieren sich zunehmend Bürgerinnen und Bürger, die unter Nutzung der elektronischen sozialen Netzwerke (Facebook, Twitter, WhatsApp etc.) selbstständig Hilfsmaßnahmen organisieren, diese im Rahmen ihrer Möglichkeiten durchführen oder den offiziellen Stellen ihre Hilfe als Gruppe oder als Einzelperson anbieten. Die Vorbereitung auf eine mögliche Einbindung von organisationsungebundenen Spontanhelferinnen und Spontanhelfern, die bei Schadensereignissen und Katastrophen individuell oder als spontan gebildete Gruppe ihre Hilfe anbieten, sollte fester Bestandteil der Gefahrenabwehrplanung auf Ebene insbesondere der unteren Katastrophenschutzbehörden sein.“

Bei Spontanhelfern, die sich über die sozialen Netzwerke organisieren, handelt es sich in der Regel um junge Erwachsene, die leistungsfähig und mobil sind und uneigennützig handeln.

„Bei den Gruppierungen ist die Bereitschaft bzw. Erwartung einer Zusammenarbeit mit den offiziellen Gefahrenabwehrbehörden sehr unterschiedlich ausgeprägt. Teilweise wird der Kontakt zur Gefahrenabwehrbehörde (Krisenstab/Verwaltungsstab oder Führungsstab) ausdrücklich gesucht, in anderen Fällen ist eine Selbstständigkeit und erkennbare Distanz zu „staatlichen Organisationen“ ausdrücklich gewünscht. In beiden Fällen sollte jedoch seitens der Gefahrenabwehrbehörde der Versuch einer Kontaktaufnahme unternommen werden, sobald solche Initiativen bzw. Strukturen erkannt werden. Die Einrichtung einer festen Ansprechperson/Stelle auf Seiten der Gefahrenabwehrbehörde hat sich sehr bewährt. Es sollte jedoch in jedem Falle der Eindruck vermieden werden, dass die Gefahrenabwehr-Behörde versucht, diese selbständigen Gruppierungen zu dominieren.“

### Verbundprojekt REBEKA
Aus den Verbundprojekt „Resilienz von Einsatzkräften bei eigener Betroffenheit in Krisenlagen“ (REBEKA) entstand unter anderem ein Leitfaden für den sicheren Einsatz von Spontanhelfern. Der Leitfaden unterteilt sich dabei in drei Bereiche:
1. Teil 1: Verfahrensanleitung für Stäbe
2. Teil 2: Entscheidungsunterstützung für Führungskräfte
3. Teil 3: Handlungshilfen für Spontanhelfer

### Projekt WuKAS
Bis zum 31. Juli 2021 wurde im Rahmen des Projekt „WuKAS - Wissens- und Kompetenzvermittlung im Arbeits- und Gesundheitsschutz bei Spontanhelfern“ (koordiniert vom Malteser Hilfsdienst e.V. (Bereich Notfallvorsorge des Malteser Generalsekretariats Köln)) ein Konzept für Behörden und Organisationen mit Sicherheitsaufgaben (BOS) zum sicheren Einsatz von Spontanhelfendern erarbeitet. Hierbei wurden relevante Inhalte situationsgerecht, anwendungsorientiert und rechtssicher erarbeitet.

### Projekt INKA
Das Forschungsprojekt INKA befasst sich mit der professionellen Integration von freiwilligen Helfern in Krisenmanagement und Katastrophenschutz.

### Projekt ENSURE
Das Forschungsprojekt ENSURE befasst sich mit der verbesserten Krisenbewältigung im urbanen Raum / Situationsbezogene Helferkonzepte und Warnsysteme.

### Projekt Kat-Leuchttürme
Das Forschungsprojekt „Katastrophenschutz Leuchttürme als Anlaufstelle für die Bevölkerung in Krisensituationen“ war ein Verbundprojekt des Bundesministerium für Bildung und Forschung zum Themengebiet „Sicherheitsökonomie und Sicherheitsarchitektur“.
Ergebnis des Projekts ist unter anderem eine Übersicht von Anlaufstellen für die Stadt Nürnberg oder Sankt Augustin.

### Projekt „helfen kann jeder“
Das Freiwilligenportal der Hilfsorganisationen bietet mit dem Helf-O-Mat einen einfachen Fragebogen um die passende Hilfsorganisation zu finden.

## Beispiele von Spontanhilfen nach Schadensereignissen
- Passau und Magdeburg 2013
- Essen packt an: Spontanhelfer bei der Bekämpfung der Folgen des Pfingststurms Ela (9./10. Mai 2014) in Essen
- Regen in Münster: Spontanhelfer bei der Bekämpfung der Folgen der Überschwemmungen durch das schwere Unwetter vom 28./29. Juli 2014 in Münster
- Flüchtlingskrise 2015/2016 in Deutschland
- Helfer-Shuttle: Spontanhelfer zur Aufbauhilfe nach der Flutkatastrophe im Ahrtal 2021.

## Trivia
- Einsatzkräfte treten niemals als Einzelperson auf, sondern sind Teil einer organisierten Hilfsmaßnahme, welcher von einer Einsatzleitung koordiniert wird.
- Einsatzkräfte müssen im Verkehrswesen stets kennzeichnende Warnkleidung tragen und müssen sich durch geeignete Verkehrssicherungsmittel oder Verkehrssicherungsposten absichern.